# Mimolagrida
Mimolagrida – rodzaj chrząszczy z rodziny kózkowatych. 

## Zasięg występowania
Przedstawiciele tego rodzaju występują na Madagaskarze.

## Systematyka
Do Mimolagrida należą 3 gatunki:
- Mimolagrida rufa
- Mimolagrida rufescens
- Mimolagrida ruficollis